# 미라캐스트
미라캐스트(Miracast)는 노트북, 태블릿, 스마트폰과 같은 장치를 텔레비전이나 모니터와 같은 디스플레이에 무선으로 접속하기 위한 표준이다. 장치를 화면에 연결할 때 케이블을 대체한다는 이유에서 "와이파이를 경유하는 HDMI"로 기술된다.
와이파이 얼라이언스는 미라캐스트 인증 프로그램을 2012년 말에 시작하였다. 미라캐스트 인증을 받은 장치들은 제조업체에 관계 없이 서로 통신이 가능하다. 어댑터는 HDMI나 USB 포트에 연결하여 사용할 수 있기 때문에 미라캐스트가 아닌 장치들도 미라캐스트를 통해 연결이 가능하다.
미라캐스트는 P2P 와이파이 다이렉트 표준을 이용한다. 최대 1080p HD 영상 (H.264 코덱)과 5.1 서라운드 사운드 (AAC, AC3는 선택적 코덱임. 필수 코덱은 펄스 부호 변조 - 16비트 48kHz 2 채널)를 전송할 수 있다. 연결은 와이파이 보호 설정(WPS)을 통해 이루어지므로 WPA2로 보안 처리된다. 인터넷 계층에는 IPv4가 사용된다. 전송 계층에서 TCP, UDP가 사용된다. 응용 계층에서는 데이터 전송을 위해 RTSP, RTP를 통해 스트림이 초기화되고 제어된다.

## 같이 보기
- DLNA
- WiDi